# Kragklockor
Kragklockor (Adenophora) är ett släkte i familjen Klockväxter som omfattar 71 arter.

## Arter
Enligt Catalogue of Life innehåller släktet följande 71 arter:

- Adenophora amurica
- Adenophora aurita
- Adenophora biloba
- Adenophora borealis
- Adenophora brevidiscifera
- Adenophora capillaris
- Adenophora changaica
- Adenophora coelestis
- Adenophora contracta
- Adenophora cordifolia
- Adenophora divaricata
- Adenophora elata
- Adenophora erecta
- Adenophora erysimoides
- Adenophora fusifolia
- Adenophora gmelinii
- Adenophora golubinzevaeana
- Adenophora grandiflora
- Adenophora hatsushimae
- Adenophora himalayana
- Adenophora hubeiensis
- Adenophora hunanensis
- Adenophora izuensis
- Adenophora jacutica
- Adenophora jasionifolia
- Adenophora kayasanensis
- Adenophora khasiana
- Adenophora koreana
- Adenophora lamarkii
- Adenophora liliifolia
- Adenophora liliifolioides
- Adenophora lobophylla
- Adenophora longipedicellata
- Adenophora maximowicziana
- Adenophora micrantha
- Adenophora microsperma
- Adenophora morrisonensis
- Adenophora nikoensis
- Adenophora ningxianica
- Adenophora omeiensis
- Adenophora palustris
- Adenophora paniculata
- Adenophora pereskiifolia
- Adenophora petiolata
- Adenophora pinifolia
- Adenophora polyantha
- Adenophora potaninii
- Adenophora probatovae
- Adenophora racemosa
- Adenophora remotidens
- Adenophora remotiflora
- Adenophora rupestris
- Adenophora rupincola
- Adenophora sajanensis
- Adenophora sinensis
- Adenophora stenanthina
- Adenophora stenophylla
- Adenophora stricta
- Adenophora sublata
- Adenophora suolunensis
- Adenophora takedae
- Adenophora taquetii
- Adenophora tashiroi
- Adenophora taurica
- Adenophora tricuspidata
- Adenophora triphylla
- Adenophora uryuensis
- Adenophora wawreana
- Adenophora wilsonii
- Adenophora wulingshanica
- Adenophora xifengensis